# Cornel Penu
Cornel Penu, romunski rokometaš, * 16. junij 1946, Galaţi.
Leta 1972 je na poletnih olimpijskih igrah v Münchnu v sestavi romunske rokometne reprezentance osvojil bronasto olimpijsko medaljo.
Čez štiri leta je poletnih olimpijskih igrah v Montrealu v sestavi romunske rokometne reprezentance osvojil srebrno olimpijsko medaljo.